# 凱爾圍城戰 (1703年)
1703年的凱爾圍城戰是西班牙王位繼承戰爭中的一場戰役，在這場戰役中法軍與西班牙軍在德·維拉爾公爵的率領下，攻占隸屬神聖羅馬帝國的凱爾（該城與斯特拉斯堡隔著一條萊茵河）。這場戰役從1703年2月20日的圍城開始，隨後維拉爾離開冬季的住所前去指揮；另一方面，基爾要塞守軍則由巴登-巴登選帝侯路德維希·威廉指揮，最後在十餘天的圍城後於3月10日投降